# SuperStar Aquarius
La SuperStar Aquarius è stata una nave da crociera, appartenuta dal 2007 al 2022 alla compagnia di navigazione asiatica Star Cruises.

## Servizio
Varata il 14 novembre 1992 negli Chantiers de l'Atlantique di Saint-Nazaire con il nome di Windward e consegnata il 4 maggio 1993 alla Kloster Cruise Line, salpa il giorno stesso per Fort Lauderdale.
Il 14 maggio prende ufficialmente servizio per la sua crociera inaugurale verso San Francisco.

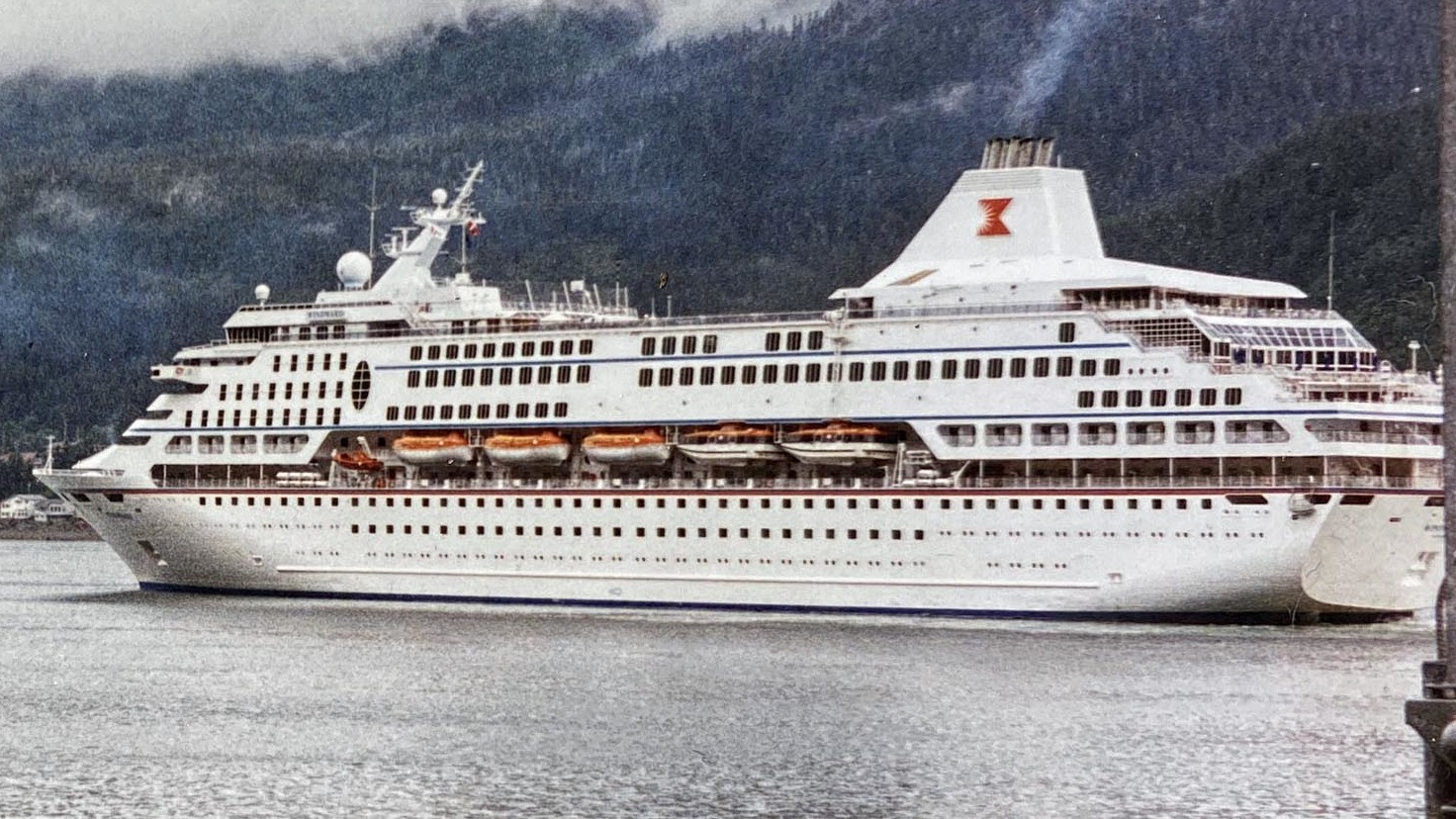
La Windward in Alaska negli anni '90.

Dal 14 gennaio al marzo del 1998 viene sottoposto a lavori di allungamento nei Lloyd Werft di Bremerhaven, durante i quali viene aggiunta una sezione di circa 40 metri.
Terminati i lavori, il 14 marzo viene ribattezzata Norwegian Wind e prende servizio sotto le insegne della neonata Norwegian Cruise Line.

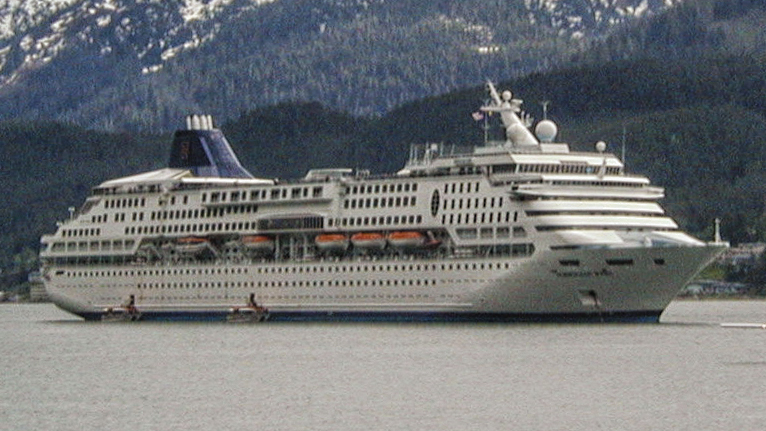
La Norwegian Wind in Alaska nel 2002.

Nel gennaio del 2007 viene venduta alla Star Cruises e, ribattezzata SuperStar Aquarius, viene trasferita a Singapore, dove viene sottoposta ad intensi lavori di ristrutturazione.
Nello stesso anno prende servizio per la nuova compagnia in minicrociere di uno o due giorni tra i porti di Xiamen e Haikou.
Da marzo ad ottobre 2008 viene trasferito nelle crociere in partenza da Singapore.
Terminato il servizio, nello stesso mese torna ad operare nelle crociere tra Xiamen, Haikou e Hong Kong.
Il 19 settembre 2010, un passeggero della crociera, dopo aver perso oltre 5 milioni di dollari di Hong Kong al casinò della nave giocando a baccarà, si getta in mare.
Da marzo a novembre 2012 viene impiegata nelle crociere da Taipei, Hong Kong e Okinawa. Successivamente viene trasferito nelle crociere in partenza da Sanya.

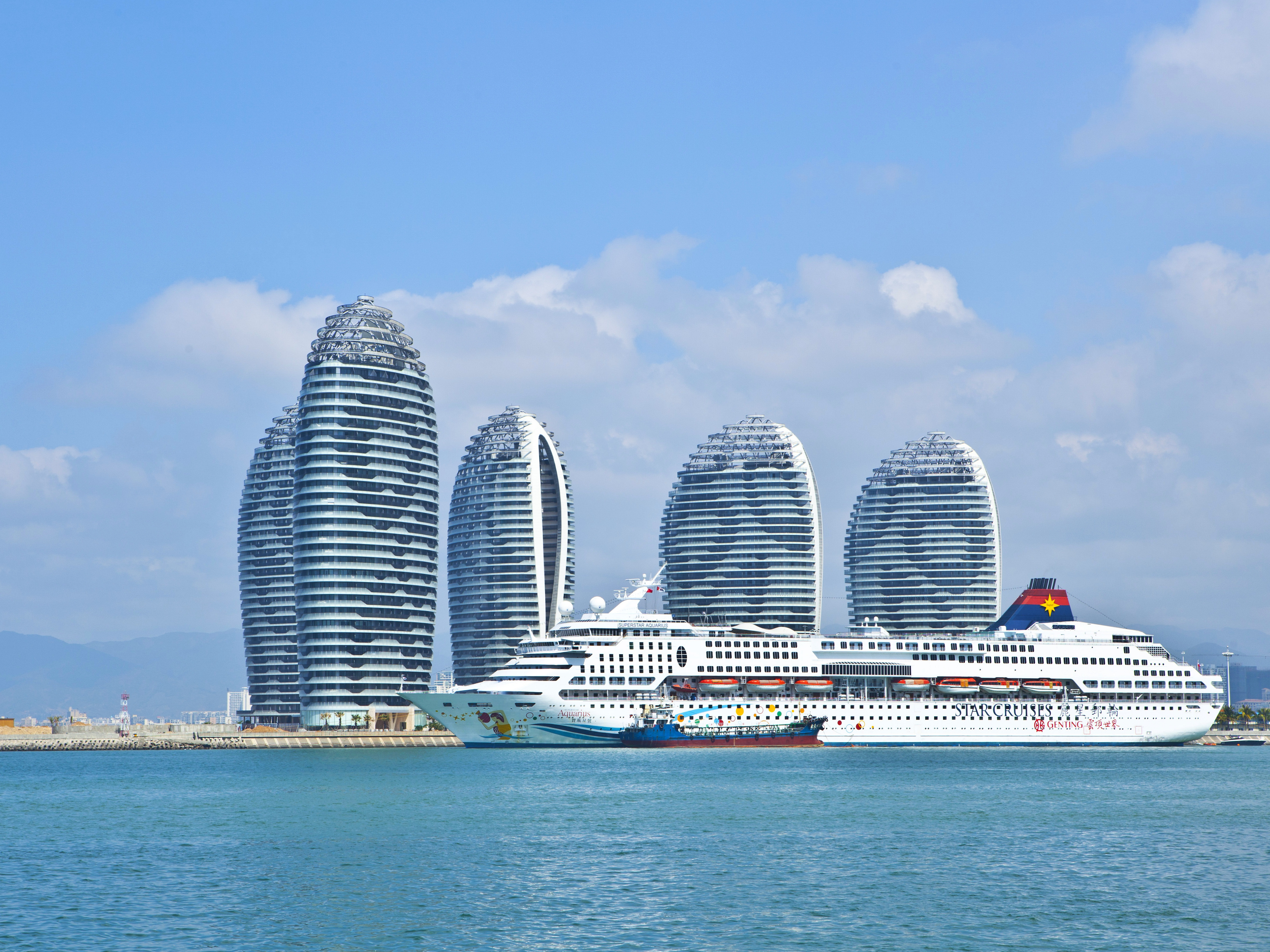
La SuperStar Aquarius a Sanya nel 2012.

All'inizio del 2020, a causa della pandemia di Covid-19, termina il servizio per la compagnia asiatica, e nell'aprile dello stesso anno viene noleggiata insieme alla SuperStar Gemini al governo di Singapore per fornire alloggio ai lavoratori stranieri guariti dal COVID.
Nel gennaio del 2022, con il fallimento della società madre Genting Hong Kong, viene annunciata la cessione per demolizione della nave insieme alla gemella SuperStar Gemini e alla Star Pisces, come parte della liquidazione.
Nel giugno del 2022 viene disarmata ad Hambantota insieme alla SuperStar Gemini e, issata bandiera di bandiera di Saint Kitts e Nevis, giunge il 26 novembre successivo ad Alang, con il nome troncato in Arius, dove viene spiaggiata insieme alla gemella.

## Navi gemelle
- SuperStar Gemini